# Gora Lebedeva, Antarktis
Gora Lebedeva är ett berg i Antarktis. Det ligger i Östantarktis. Australien gör anspråk på området. Toppen på Gora Lebedeva är 1 825 meter över havet.
Terrängen runt Gora Lebedeva är huvudsakligen en högslätt. Trakten är obefolkad. Det finns inga samhällen i närheten.